# مناشه نوی

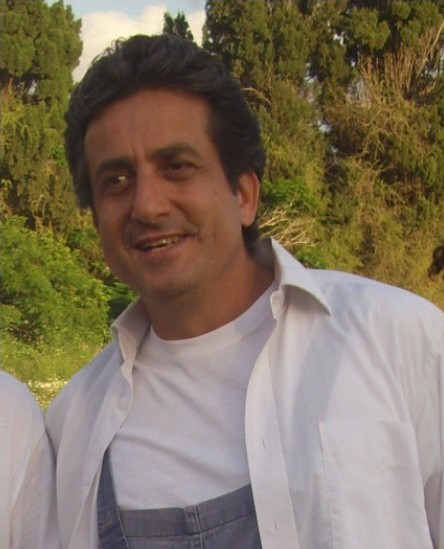
نوی در سال ۲۰۱۰

مناشه نوی (زادهٔ ۷ اوت ۱۹۵۹ در تل‌آویو، اسرائیل)، هنرپیشه، فیلمنامه‌نویس و کارگردان اهل اسرائیل است. او در شمار قابل توجهی از آثار سرشناس، چون گت: محاکمه ویوین امسالم و تهران (مجموعه تلویزیونی) کار کرده‌است.